# Penicillium pimiteouiense
Penicillium pimiteouiense är en svampart som beskrevs av S.W. Peterson 1999. Penicillium pimiteouiense ingår i släktet Penicillium och familjen Trichocomaceae.   Inga underarter finns listade i Catalogue of Life.